# Ducie River
Ducie River är ett vattendrag i Australien. Det ligger i delstaten Queensland, omkring 2 100 kilometer nordväst om delstatshuvudstaden Brisbane.
Trakten runt Ducie River består huvudsakligen av våtmarker. Trakten runt Ducie River är nära nog obefolkad, med mindre än två invånare per kvadratkilometer. Savannklimat råder i trakten. Genomsnittlig årsnederbörd är 1 983 millimeter. Den regnigaste månaden är januari, med i genomsnitt 619 mm nederbörd, och den torraste är september, med 3 mm nederbörd.